# Cupa Ligii 1998
Cupa Ligii 1998 este o competiție de fotbal din România ce a debutat pe 10 mai 1998 și s-a încheiat pe 28 mai 1998, finala având loc pe Stadionul Rocar din București. Aceasta a fost a doua ediție a Cupei Ligii. Câștigătoarea trofeului nu a avut un loc asigurat în Cupa UEFA. 

## Programul competiției
- Grupe: 10 - 22 mai 1998
- Semifinale: 25 mai 1998
- Finala: 28 mai 1998

## Echipe participante
| Echipe participante | Echipe participante   |
| #                   | Nume echipă           |
| ------------------- | --------------------- |
| 1                   | Steaua București      |
| 2                   | Rapid București       |
| 3                   | Argeș Pitești         |
| 4                   | Oțelul Galați         |
| 5                   | Național București    |
| 6                   | Dinamo București      |
| 7                   | CSM Reșița            |
| 8                   | Universitatea Craiova |
| 9                   | Ceahlăul Piatra Neamț |
| 10                  | FCM Bacău             |
| 11                  | Gloria Bistrița       |
| 12                  | Farul Constanța       |
| 13                  | U Cluj                |
| 14                  | Petrolul Ploiești     |
| 15                  | Foresta Suceava       |
| 16                  | Chindia Târgoviște    |
| 17                  | Sportul Studențesc    |
| 18                  | Jiul Petroșani        |

## Competiție

### Faza Grupelor
| Grupa Vest | Grupa Vest         | Grupa Vest | Grupa Vest | Grupa Vest | Grupa Vest | Grupa Vest | Grupa Vest |   | Grupa Est             | Grupa Est | Grupa Est | Grupa Est | Grupa Est | Grupa Est | Grupa Est | Grupa Est |                    | Grupa Sud | Grupa Sud       | Grupa Sud | Grupa Sud | Grupa Sud | Grupa Sud | Grupa Sud | Grupa Sud          |   | Grupa Sud-Vest | Grupa Sud-Vest | Grupa Sud-Vest | Grupa Sud-Vest | Grupa Sud-Vest | Grupa Sud-Vest | Grupa Sud-Vest | Grupa Sud-Vest |
| #          | Nume echipă        | M          | V          | E          | Î          | G          | P          | # | Nume echipă           | M         | V         | E         | Î         | G         | P         | #         | Nume echipă        | M         | V               | E         | Î         | G         | P         | #         | Nume echipă        | M | V              | E              | Î              | G              | P              |                |                |                |
| ---------- | ------------------ | ---------- | ---------- | ---------- | ---------- | ---------- | ---------- | - | --------------------- | --------- | --------- | --------- | --------- | --------- | --------- | --------- | ------------------ | --------- | --------------- | --------- | --------- | --------- | --------- | --------- | ------------------ | - | -------------- | -------------- | -------------- | -------------- | -------------- | -------------- | -------------- | -------------- |
| 1          | "U" Cluj           | 3          | 3          | 0          | 0          | 8-4        | 9p         | 1 | FCM Bacău             | 3         | 3         | 0         | 0         | 10-3      | 9p        | 1         | Steaua București   | 5         | 4               | 1         | 0         | 8-2       | 13p       | 1         | Petrolul Ploiești  | 3 | 2              | 1              | 0              | 4-1            | 7p             |                |                |                |
| 2          | Gloria Bistrița    | 3          | 2          | 0          | 1          | 11-5       | 6p         | 2 | Oțelul Galați         | 3         | 1         | 0         | 2         | 5-6       | 3p        | 2         | Dinamo București   | 5         | 3               | 2         | 0         | 14-3      | 11p       | 2         | "U" Craiova        | 3 | 1              | 2              | 0              | 5-4            | 5p             |                |                |                |
| 3          | CSM Resița         | 3          | 1          | 0          | 2          | 5-10       | 3p         | 3 | Foresta Suceava       | 3         | 1         | 0         | 2         | 3-5       | 3p        | 3         | Sportul Studențesc | 5         | 2               | 0         | 3         | 7-8       | 6p        | 3         | FC Argeș Pitești   | 3 | 1              | 0              | 2              | 4-5            | 3p             |                |                |                |
| 4          | Jiul Petroșani     | 3          | 0          | 0          | 3          | 2-7        | 0p         | 4 | Ceahlăul Piatra Neamț | 3         | 1         | 0         | 2         | 3-7       | 3p        | 4         | Rapid București    | 5         | 2               | 0         | 3         | 10-14     | 6p        | 4         | Chindia Târgoviște | 3 | 0              | 1              | 2              | 4-7            | 1p             |                |                |                |
|            |                    |            |            |            |            |            |            |   |                       |           |           |           |           |           |           |           |                    | 5         | Farul Constanța | 5         | 1         | 1         | 2         | 11-12     | 6p                 |   |                |                |                |                |                |                |                |                |
| 6          | Național București | 5          | 1          | 0          | 4          | 8-19       | 3p         |   |                       |           |           |           |           |           |           |           |                    |           |                 |           |           |           |           |           |                    |   |                |                |                |                |                |                |                |                |

| Etapa 1          | Jiul Petroșani     | 1-3                | Gloria Bistrița    | Etapa 1                                              | Foresta Suceava                                      | 2-0                                                  | Ceahlăul Piatra Nt.                                  | Etapa 1 | Dinamo București   | 3-0                | Sportul Studențesc | Etapa 1          | Petrolul Ploiești | 3-1 | Chindia Târgoviște |
| Etapa 1          | CSM Resița         | 2-3                | "U" Cluj           | Etapa 1                                              | Oțelul Galați                                        | 2-3                                                  | FCM Bacău                                            | Etapa 1 | Național București | 5-3                | Rapid București    | Etapa 1          | "U" Craiova       | 3-2 | FC Argeș Pitești   |
|                  |                    |                    |                    |                                                      |                                                      |                                                      |                                                      | Etapa 1 | Farul Constanța    | 0-1                | Steaua București   |                  |                   |     |                    |
| Etapa 2          | "U" Cluj           | 3-1                | Jiul Petroșani     | Etapa 2                                              | FCM Bacău                                            | 2-1                                                  | Foresta Suceava                                      | Etapa 2 | Rapid București    | 0-2                | Steaua București   | Etapa 2          | FC Argeș Pitești  | 0-1 | Petrolul Ploiești  |
| Etapa 2          | Gloria Bistrița    | 7-2                | CSM Resița         | Etapa 2                                              | Ceahlăul Piatra Nt.                                  | 3-0                                                  | Oțelul Galați                                        | Etapa 2 | Sportul Studențesc | 3-1                | Farul Constanța    | Etapa 2          | "U" Craiova       | 2-2 | Chindia Târgoviște |
|                  |                    |                    |                    |                                                      |                                                      |                                                      |                                                      | Etapa 2 | Național București | 0-5                | Dinamo București   |                  |                   |     |                    |
| Etapa 3          | "U" Cluj           | 2-1                | Gloria Bistrița    | Etapa 3                                              | Oțelul Galați                                        | 3-0*                                                 | Foresta Suceava                                      | Etapa 3 | Steaua București   | 1-0                | Sportul Studențesc | Etapa 3          | "U" Craiova       | 0-0 | Petrolul Ploiești  |
| Etapa 3          | CSM Resița         | 1-0                | Jiul Petroșani     | Etapa 3                                              | FCM Bacău                                            | 5-0                                                  | Ceahlăul Piatra Nt.                                  | Etapa 3 | Farul Constanța    | 5-2                | Național București | Etapa 3          | FC Argeș Pitești  | 2-1 | Chindia Târgoviște |
|                  |                    |                    |                    | * - Oțelul Galați a câștigat la meciul la Masa Verde | * - Oțelul Galați a câștigat la meciul la Masa Verde | * - Oțelul Galați a câștigat la meciul la Masa Verde | * - Oțelul Galați a câștigat la meciul la Masa Verde | Etapa 3 | Dinamo București   | 3-0                | Rapid București    |                  |                   |     |                    |
|                  |                    |                    |                    |                                                      |                                                      |                                                      |                                                      |         | Etapa 4            | Național București | 1-3                | Steaua București |                   |     |                    |
| Dinamo București | 2-2                | Farul Constanța    |                    |                                                      |                                                      |                                                      |                                                      |         | Etapa 4            |                    |                    |                  |                   |     |                    |
| Rapid București  | 3-1                | Sportul Studențesc |                    |                                                      |                                                      |                                                      |                                                      |         | Etapa 4            |                    |                    |                  |                   |     |                    |
| Etapa 5          | Steaua București   | 1-1                | Dinamo București   |                                                      |                                                      |                                                      |                                                      |         |                    |                    |                    |                  |                   |     |                    |
| Etapa 5          | Sportul Studențesc | 3-0                | Național București |                                                      |                                                      |                                                      |                                                      |         |                    |                    |                    |                  |                   |     |                    |
| Etapa 5          | Farul Constanța    | 3-4                | Rapid București    |                                                      |                                                      |                                                      |                                                      |         |                    |                    |                    |                  |                   |     |                    |

### Semifinale
| FCSB | 1–1 (3-5 pen.) | Universitatea Cluj |
| ---- | -------------- | ------------------ |
|      |                |                    |

| FCM Bacău | 0–0 (4-3 pen.) | Petrolul Ploiești |
| --------- | -------------- | ----------------- |
|           |                |                   |

### Finala
| FCM Bacău                              | 3–2 (d.p.) | Universitatea Cluj      |
| -------------------------------------- | ---------- | ----------------------- |
| Ardeleanu 47' Fl.Pavel 13', 95' (pen.) | Raport     | Salagean 75' Trusca 78' |